# Friday (chanson de Booba)
Pour les articles homonymes, voir Friday.
Singles de Booba
Nougat À La Folie
Pistes de Trône
Centurion
(1) Drapeau Noir
(3)
Friday est une chanson du rappeur français Booba extrait de son neuvième album studio Trône. 
Le titre est composé par les producteurs Keezy Beatz et Heezy Lee, il est certifié single de diamant en France.

## Clip vidéo
Une semaine après la sortie du projet le 7 décembre 2017, Booba dévoile le clip de Friday réalisé par Chris Macari. Le clip faisant référence à la saga Star Wars (on peut y voir une apparition du robot R2-D2) est tourné dans le désert alors que le soleil se lève.